# Tartessus uniformis
Tartessus uniformis är en insektsart som beskrevs av Spångberg 1878. Tartessus uniformis ingår i släktet Tartessus och familjen dvärgstritar. Inga underarter finns listade i Catalogue of Life.